# تاریخ فلسفه اسلامی (کتاب لیمن و نصر)
تاریخ فلسفه اسلامی (انگلیسی: History of Islamic Philosophy) مجموعهٔ مقالاتی با ویرایش سیّد حسین نصر و اولیور لیمن است که به تاریخ فلسفه اسلامی می‌پردازد.